# 狽
狽，為中國傳說的一種動物，由於狽的前腿特別短，所以走路時要爬在狼的身上。需要指出的是与狈搭档的狼并不是现实中的狼，而是后腿特别短的犬类。有見及此，狽和“狼”都沒有獨自生活的能力：一旦沒有相互扶助，就不能行動。
最早有關「狽」的記載是出自唐朝《酉陽雜俎·廣動植之一·毛篇》：或言狼狈是两物，狈前足绝短，每行常驾于狼腿上，狈失狼则不能动，故世言事乖者称狼狈。《本草纲目》引述《食物本草》记载：“狈足前短，能知食所在。狼足后短，负之而行，故曰狼狈。”作家楊絳在散文《狼和狈的故事》以狈为主题。

## 與狽有關的中文詞彙
- 「狼狽」——喻事情不順利、或失敗。
- 「狼狽為奸」——比喻成為兩個人或團體互相做壞事